# Цклулети
Цклулети (груз. წყლულეთი) — село в Грузии, на территории Тетрицкаройского муниципалитета края (мхаре) Квемо-Картли.

## География
Село находится в юго-восточной части Грузии, к северу от реки Вере, на расстоянии приблизительно 19 километров (по прямой) к северо-востоку от города Тетри-Цкаро, административного центра муниципалитета. Абсолютная высота — 1223 метра над уровнем моря.

## Население
По результатам официальной переписи населения 2014 года в Цклулети проживало 6 человек (4 мужчины и 2 женщины). В национальной структуре населения грузины составляли 100 %.